# 1637 Swings
1637 Swings este un asteroid din centura principală, descoperit pe 28 august 1936, de Joseph Hunaerts.